# Myllenyxis hyalinis
Myllenyxis hyalinis är en stekelart som beskrevs av Kamath och Gupta 1972. Myllenyxis hyalinis ingår i släktet Myllenyxis och familjen brokparasitsteklar. Inga underarter finns listade i Catalogue of Life.